# محمد خدابخشی
محمد خدابخشی (الیگودرز) نمایندهٔ مجلس از حوزهٔ انتخابیهٔ الیگودرز در استان لرستان در دورهٔ دهم و دوره یازدهم مجلس شورای اسلامی ایران است. 
محمد خدابخشی دارای مدرک دکتری تخصصی ریاضی کاربردی گرایش تحقیق در عملیات، استاد تمام و عضو هیئت علمی دانشگاه شهید بهشتی تهران است. وی رییس انجمن ایرانی تحلیل پوششی داده ها، عضویت در هیئت مدیره انجمن ایرانی تحقیق در عملیات، عضویت در هیئت مدیره شورای انجمن های علمی ایران، مدیر دانشجویی صندوق رفاه دانشجویان وزارت علوم، تحقیقات و فناوری و مشاور معاونت اجرایی مجلس شورای اسلامی را در کارنامه خود دارا است. وی از خرداد ۹۵ تاکنون نماینده مجلس شورای اسلامی از حوزه انتخابیه الیگودرز است.
خدابخشی با کسب ۲۰٬۹۹۱ رای از مجموع ۷۱٬۲۰۱ رای (۲۹٫۴۸٪ آرا) به مجلس دهم راه پیدا کرد. وی در این مجلس به عنوان سخنگوی کمسیون تلفیق برنامه ششم توسعه اقتصادی، اجتماعی و فرهنگی جمهوری اسلامی ایران فعالیت داشت. او هم چنین در انتخابات یازدهمین دوره مجلس شورای اسلامی با کسب ۲۹٬۳۸۱ رای از مجموع ۵۹٬۵۸۷ رای (۴۹٫۳۱٪ آرا) از به مجلس راه پیدا کرد.
برخی از مسئولیت های محمد خدابخشی؛

عنوان ۲۰ مسئولیت وی به شرح ذیل است:

۱_ عضو هیات علمی و استاد دانشگاه شهید بهشتی تهران
۲- عضو هیات امنای دانشگاه شهید بهشتی تهران 
۳- نماینده مردم شریف شهرستان الیگودرز در  دهمین دوره مجلس شورای اسلامی 
۴- نماینده مردم شریف شهرستان الیگودرز در یازدهمین دوره مجلس شورای اسلامی ( با رشد ۷۳ درصدی آراء نسبت به دوره دهم)
۵- نایب رئیس اول و دوم کمیسیون برنامه، بودجه و محاسبات مجلس شورای اسلامی  
۶- عضو هیات مدیره شورای انجمن های علمی ایران 
۷-  عضو هیات مدیره انجمن ایرانی تحقیق در عملیات 
۸- موسس، عضو هیات مدیره و رئیس انجمن ایرانی تحلیل پوششی داده ها 
۹- مشاور معاون اجرایی رئیس مجلس شورای اسلامی
۱۰- مشاور رئیس و مدیر دانشجویی صندوق رفاه دانشجویان وزارت علوم، تحقیقات و فناوری
۱۱-  رئیس کمیته دیوان محاسبات مجلس شورای اسلامی
۱۲- رئیس کمیته برنامه ریزی، آمایش و آمار مجلس شورای اسلامی
۱۳- رئیس فراکسیون توسعه متوازن کشور در مجلس شورای اسلامی
۱۴- سخنگوی کمیسیون برنامه، بودجه و محاسبات 
۱۵-  سخنگوی کمیسیون تلفیق برنامه ششم توسعه اقتصادی، اجتماعی و فرهنگی جمهوری اسلامی
۱۶- عضو ناظر ستاد تهیه و تدوین بودجه کشور در چندین دوره
۱۷- رئیس کمیته آموزش و پرورش در برنامه هفتم توسعه
۱۸_ عضو ناظر مجلس در شورای برنامه ریزی و توسعه استان لرستان
۱۹_ عضو هیات رئیسه کمیسیون تنظیم مقررات مالی و اداری آموزش و پرورش

۲۰_ رئیس فراکسیون نظارت بر اجرای برنامه های توسعه کشور